# Space Launch System

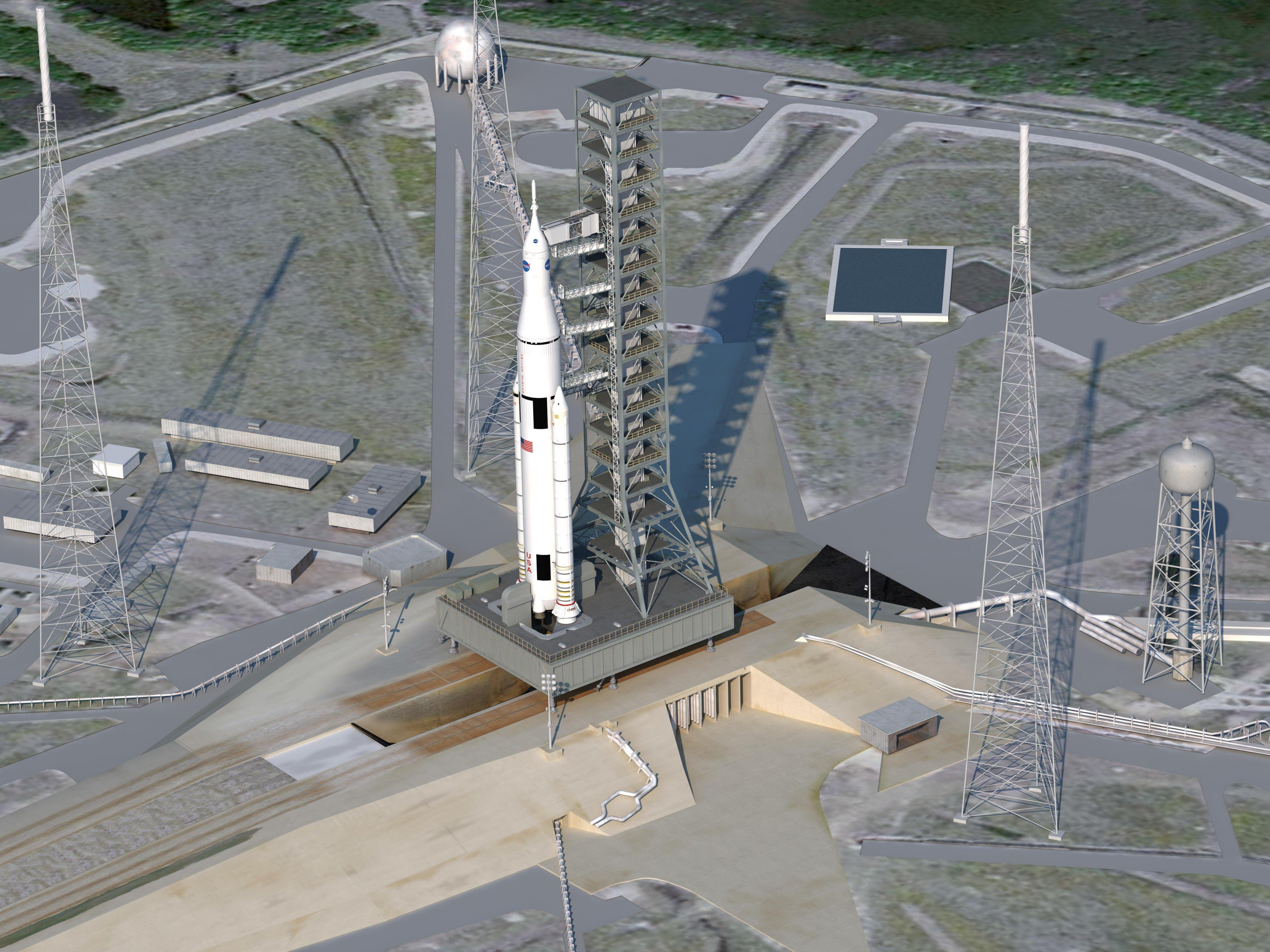
Grafika rakiety SLS na wyrzutni

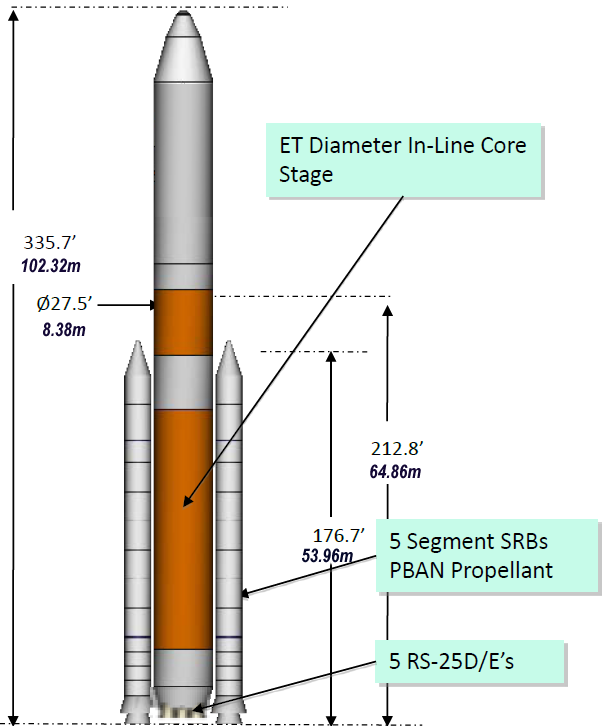
Ogólny schemat rakiety SLS (2011)

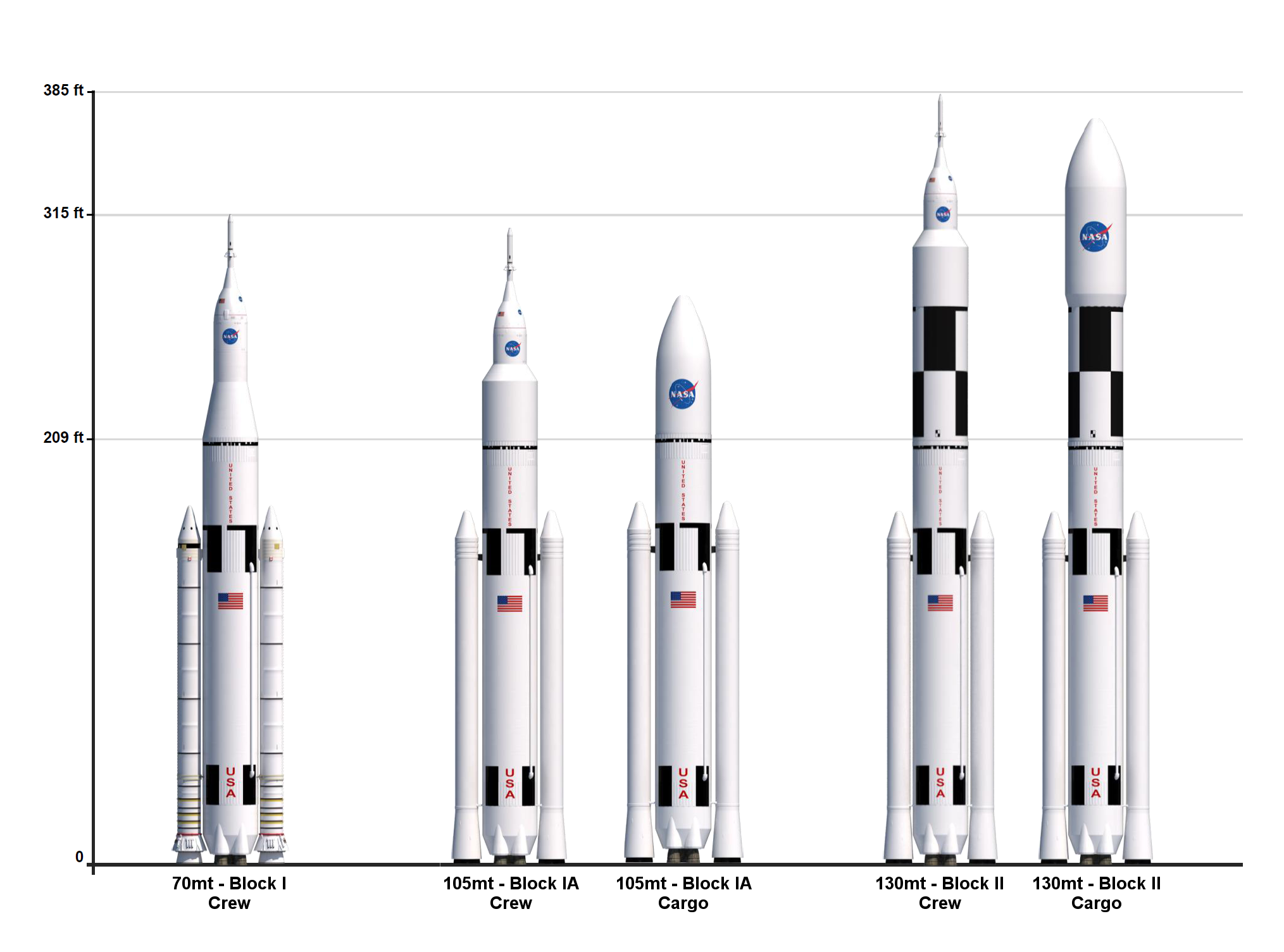
Wersje rakiety SLS (2012)

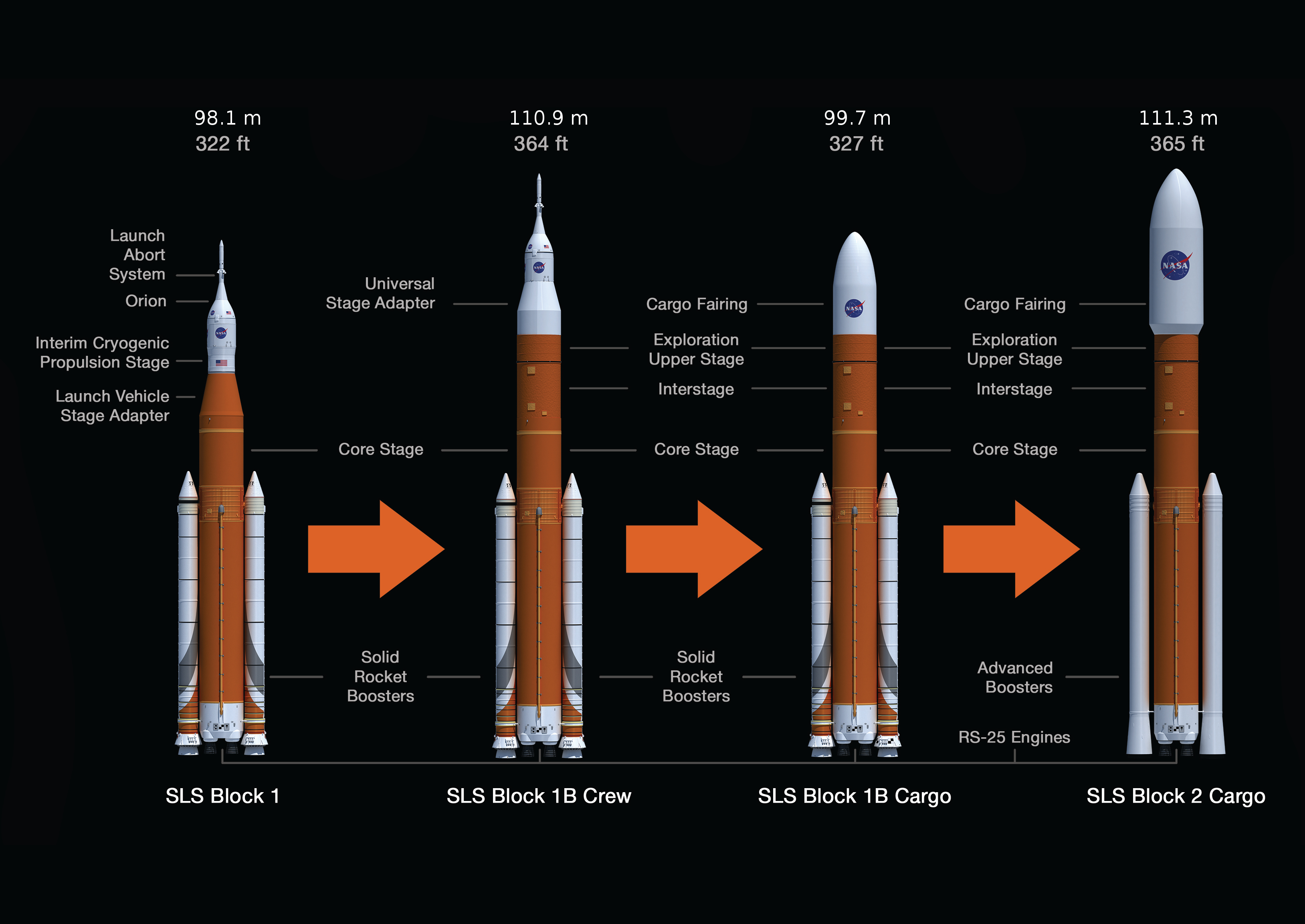
Wersje rakiety SLS (2015)

Space Launch System (SLS) – ciężka rakieta nośna NASA mająca zastąpić wahadłowce kosmiczne STS. Projekt ten jest realizowany zamiast rakiet Ares I i Ares V przewidzianych w odwołanym programie Constellation. Jest przeznaczona do wynoszenia na orbitę pojazdów załogowych, jak i bezzałogowych. Pierwsza wersja nazywana jest Block I, a po niej mają być wykorzystywane cięższe wersje. Podstawowym zadaniem nowej rakiety będzie realizacja programów dalekiej eksploracji kosmosu, m.in. umożliwienie powrotu na Księżyc i lotów załogowych na Marsa.

## Ogólna koncepcja
Według wstępnego projektu rakiety SLS, z programu Space Transportation System (STS) zostaną przejęte następujące najważniejsze jego części:
- główne silniki promów (Space Shuttle Main Engines, SSME),
- rakiety dodatkowe (boczne) na paliwo stałe (Solid Rocket Booster, SRB),
- zewnętrzne zbiorniki paliwa (External Tank, ET).

Przewidziano trzy warianty drugiego stopnia: pierwszy wariant to zmodyfikowany człon DCSS z rakiety Delta IV, wyposażony w silnik RL-10, drugi wariant to człon Exploration Upper Stage, który będzie korzystał z czterech silników RL-10, trzeci wariant to Earth Departure Stage z trzema silnikami J-2X. Dzięki podejściu polegającemu na wykorzystaniu już istniejących elementów, prace nad rakietą zajmą o wiele mniej czasu niż gdyby realizowano zarzucony projekt Ares V.
Projekt Space Launch System będzie z czasem rozwijany. Początkowy udźwig bez górnego członu będzie wynosił 95 ton na niską orbitę wokółziemską (LEO). Po dodaniu górnego członu Earth Departure Stage, udźwig zwiększy się do 130 ton.
Równocześnie NASA podjęła decyzję o modyfikacji wcześniej rozwijanego w ramach programu Constellation projektu kapsuły załogowej Orion.

## Schemat SLS z września 2011 r.
W lipcu 2011 roku NASA przedstawiła wstępną koncepcję rakiety nośnej oraz plan prac. Natomiast 14 września 2011 roku NASA przedstawiła oficjalny schemat rakiety SLS. Ustalono następującą architekturę rakiety:
- Pierwszy stopień rakiety napędzany pięcioma silnikami RS-25D (docelowo wersja RS-25E), paliwo i utleniacz – ciekły wodór i ciekły tlen. Pierwotnie wykorzystane zostaną silniki pochodzące z programu wahadłowców, następnie zastosowana zostanie ich uproszczona wersja rozwojowa.
- Rakiety pomocnicze przynajmniej początkowo na paliwo stałe. Pojawiła się również informacja, że docelowo zostaną wprowadzone pomocnicze rakiety pochodzące z sektora komercyjnego.
- Drugi (górny) stopień rakiety napędzany budowanym i testowanym silnikiem J-2X, paliwo i utleniacz – ciekły wodór i ciekły tlen.

## Różnice pomiędzy wersjami
| Wersja       | Pierwszy start | Udźwig na LEO (t) | 1. stopień | 2. stopień        | Boostery |
| ------------ | -------------- | ----------------- | ---------- | ----------------- | -------- |
| SLS Block 1  | 2022           | 95                | 4 × RS-25E | IPCS (1 × RL 10B) | SRB      |
| SLS Block 1B |                | 105               | 4 × RS-25E | EUS (4 × RL 10C)  | SRB      |
| SLS Block 2  |                | 130               | 4 × RS-25E | EUS (4 × RL 10C)  | BOLE     |

## Plan lotów
| Misja     | Konfiguracja | Załoga | Data              | Cel                                                                |
| --------- | ------------ | ------ | ----------------- | ------------------------------------------------------------------ |
| Artemis 1 | Block I      | –      | 16 listopada 2022 | Bezzałogowy lot statku Orion wokół Księżyca                        |
| Artemis 2 | Block I      | 4 os.  | luty 2026         | Pierwszy załogowy lot kapsuły Orion                                |
| Artemis 3 | Block I      | 4 os.  | połowa 2027       | Załogowy lot statku Orion w celu wylądowania na Księżycu           |
| Artemis 4 | Block IB     | 4 os.  | wrzesień 2028     | Lot załogowy statku Orion związany z rozwojem stacji Gateway (DSG) |
| Artemis 5 | Block IB     | 4 os.  | marzec 2030       | Lot kapsuły Orion z kolejnym modułem DSG                           |

Według planu z 2021 lot Artemis 2 miał się odbyć już w 2023, planowane starty pozostałych lotów również uległy opóźnieniu. Istnieją duże obawy, czy ze względu na ograniczenia budżetu NASA plan zostanie zrealizowany. Wątpliwości rodzi również mała częstotliwość startów rakiety SLS, (najwyżej jeden start rocznie) co spowoduje wysokie koszty stałe obsługi całego systemu.